# 13 PM
La Carovana di 105 (che ha sostituito 13 PM) è un programma radiofonico in onda dal lunedì al venerdì dalle 18:00 alle 20:00 su Radio 105 condotta da Paolino&Martin. La prima puntata è andata in onda il 7 ottobre 2024.
Il programma tratta più argomenti, interagendo telefonicamente con gli ascoltatori.
Il 4 dicembre 2009 è anche uscita una compilation del programma, 105 all'una Compilation.
Il 30 novembre 2012 Alessandro Cattelan lascia la conduzione del programma per passare a Radio Deejay. A prendere il suo posto è Daniele Battaglia.
Il 19 luglio 2016 Daniele Battaglia annuncia ufficialmente la chiusura del programma, e passa a condurre 105 Everyday con Alvin. Durante la pausa estiva di Radio 105, Daniele inizia a condurre in coppia con il conduttore de Lo Zoo di 105, Alan Caligiuri, per il programma 105 Formentera. Con l'inizio della nuova stagione viene riconfermato in coppia con Alan. Dal 12 settembre 105 Formentera prende il nome di 105 Baraonda e successivamente di 105 Take Away in onda ogni giorno dalle 12 alle 14 e poi dalle 12 alle 13.
Dal 7 gennaio 2020 la storica fascia oraria di 105 all'una è passata alla coppia Paolino&Martin con il nuovo titolo 13 PM, riducendo di un'ora lo spazio di 105 Take Away.
Dal 1 marzo 2022 il programma debutta su Radio 105 TV. 
Il 3 giugno 2022 arriva insieme a SabaZoo,  13 pm fuori orario in simulcast radio-tv.
Dal 7 ottobre 2024 è stato allungato di un'ora e ha cambiato orario e nome in La Carovana di 105, dalle 18:00 alle 20:00.